# ジミー・ベネット
ジミー・ベネット（Jimmy Bennett, 本名: James Bennett、1996年2月9日 - ）は、アメリカ合衆国の俳優。カリフォルニア州シール・ビーチ出身。

## 概要
2003年ファミリーコメディ『チャーリーと14人のキッズ』でエディ・マーフィと共演し映画デビューを飾るが、その後はアーシア・アルジェントが監督･脚本･主演した『サラ、いつわりの祈り』（2004/アーシア・アルジェントと共演)母親に 虐待される少年や『ホステージ』（2005）『ファイヤーウォール』（2006）での姉と共に人質にされる弟､『悪魔の棲む家』（2005）の豹変してゆく養父に怯える義理の息子役と、サスペンスやホラー、アクション、シリアスドラマのハードな役どころでの出演が多い｡
2013年に(当時17歳)、カリフォルニア州のホテルで イタリア・ホラーの巨匠、ダリオ・アルジェントの娘で女優兼映画監督のアーシア・アルジェント(当時37歳) に性的暴行され、38万ドル（約4200万円）の和解金を受けとっていた事実が報道される(2018年8月)。
性交同意年齢が18歳のカリフォルニアでは、18歳未満の者との性交は犯罪となる。
アルジェントは2017年10月ハリウッドの大物プロデューサーだったハーヴェイ・ワインスタイン（Harvey Weinstein）被告によるレイプを告発し、セクハラ告発運動「#MeToo（私も）」の中心人物の一人であった。
アルジェントがワインスタインを告発したその1カ月後の2017年11月に、ベネット代理人弁護団は、ホテルでの性行為は「性的暴行」であって、「精神的苦痛、逸失賃金、脅迫と暴行を意図的に与えた」損害賠償として350万ドル（約3億8000万円）を請求する訴訟を起こすとアルジェント側に通告していた。
ワインスタインの性暴力を告発したアルジェントが「被害者」として発言する姿を見るのが耐え難かったのが、ベネットが告訴に踏み切った理由とされている。
アルジェントは、ベネットとの性交渉を否定する声明を出したが、その後、二人がベッドで当時撮影した(上半身裸) セルフィー写真、及びアルジェントがベネットとセックスしたと書いた、友人宛のテキストメッセージ会話全文のスクリーンショットがネットに出回り、アルジェントが嘘の声明を提出したのが明らかとなっている。
カリフォルニア当局がこの件に関しどのような捜査を行うかは、未だ不明である。

## 出演作品
- 『チャーリーと14人のキッズ』 Daddy Day Care (2003)
- 『ポーラー・エクスプレス』 The Polar Express (2004)　声の出演
- 『サラ、いつわりの祈り』 The Heart Is Deceitful Above All Things (2004)
- 『ホステージ』 Hostage (2005)
- 『悪魔の棲む家』 The Amityville Horror (2005)
- 『ファイヤーウォール』 Firewall (2006)
- 『ポセイドン』 Poseidon (2006)
- 『エバン・オールマイティ』 Evan Almighty (2007)
- 『スター・トレック』 Star Trek (2009)
- 『エスター』 Orphan (2009)
- 『ショーツ 魔法の石大作戦』 Shorts (2009)